# Heulebos
Het Heulebos is een bosgebied in de tot de West-Vlaamse stad Kortrijk behorende deelgemeente Heule.
Het gebied meet 22 ha en is een van de weinige bossen in deze streek. Het bos is particulier eigendom van de familie Goethals, en gewoonlijk niet voor het publiek toegankelijk. Wel wordt het op een natuurlijke wijze beheerd.